# German-Nutrition Care Process
Beim German-Nutrition Care Process (G-NCP) handelt es sich um ein Prozessmodell in der Diätetik, das aus fünf Teilschritten (Ernährungsassessment, Ernährungsdiagnose, Planung der Ernährungsintervention, Durchführung der Ernährungsintervention, Monitoring und Evaluation) besteht. Er dient vor allem Diätassistenten als strukturierter Leitfaden für die ganzheitliche, wissenschaftsbasierte und ergebnisorientierte Ernährungsbetreuung von Nutzern und Nutzergruppen. Durch dieses Modell wird die Vergleichbarkeit des Handelns in der Diätetik sowohl national wie auch international ermöglicht. Wie die Entstehung des Pflegeprozesses bei den Pflegeberufen so ist auch der G-NCP vor dem Hintergrund der Professionalisierung der Berufsgruppe der Diätassistenten zu betrachten.
In Abhängigkeit von der rechtlichen Situation sowie vom Prozessinhalt kann dieses Prozessmodell auch von anderen Berufsgruppen, z. B. Ökotrophologen oder Diätassistenten, angewendet werden.

## Definition und Zielsetzung
Beim German-Nutrition Care Process (G-NCP) handelt es sich um eine Methode der systematischen Problemlösung, die von Diätassistenten angewendet wird, um reflektive Entscheidungen treffen zu können, die es ermöglichen, ernährungsbezogene Interventionen Nutzer-orientiert, qualitätskontrolliert und effektiv durchzuführen.
Durch standardisierte Handlungsabläufe und eine einheitlich definierte Terminologie (z. B. die Codierung der Diagnosekriterien) soll eine hohe Qualität und Vergleichbarkeit in allen Handlungsfeldern von Diätassistenten in Deutschland erreicht werden.

## Hintergrund
Durch bereits weltweit etablierte Prozessmodelle im Handlungsfeld von Diätassistenten (Nutrition Care Process (USA), Nutrition and Dietetic Care Process (UK), Methodisch Handelen (NL), Diaetologischer Prozess (AT)) kam es 2009 zunächst in Deutschland und folgend auf gesamteuropäischer Ebene zu Diskussionen über prozessgeleitetes Arbeiten von Diätassistenten. Diese veranlassten die European Federation of Associations of Dietitians (EFAD) 2014 eine Empfehlung zur Etablierung eines Prozessmodells an seine Mitgliedsstaaten auszusprechen. Der Verband Deutscher Diätassistenten e. V. (VDD) entwickelte seit 2012 eine für Deutschland modifizierte Version des Nutrition Care Processes (NCPs) – den G-NCP. Grund für die Modifikation war die einschränkte Übertragbarkeit des amerikanischen NCPs auf Deutschland. Das G-NCP-Manual wurde 2015 veröffentlicht. Der G-NCP wurde bereits von mehreren Autoren aufgegriffen, wie beispielsweise dem „Weißbuch Adipositas“, das ein Standardwerk für die Versorgung Adipöser in Deutschland darstellt sowie in den „Rahmenvereinbarung zu Qualitätssicherung in der Ernährungsberatung und Ernährungsbildung in Deutschland.“

## Das G-NCP-Modell
Beim G-NCP-Modell handelt es sich um eine Visualisierung des Prozesses.
Im Zentrum des G-NCP-Modells steht die Beziehung zwischen Diätassistent/-in und Nutzer. Der Begriff „Nutzer“ entstammt dem Englischen (‚user‘) und subsumiert neutral die Begriffe Patient, Klient, Kunde oder Gruppe.
Der mittlere Ring beschreibt die diätetische Handlungskompetenz von Diätassistenten. Prinzipiell setzt sich die Handlungskompetenz aus mehreren Dimensionen zusammen und bezieht sich auf den Kompetenzbegriff von John Erpenbeck aus dem Jahre 2007. Laut diesem führen Kompetenzen wie Verhaltensdispositionen und Handlungsbefähigungen zum selbstorganisierten Handeln und zur Selbstreflexion im Beruf.
Diätetische Handlungskompetenz umfasst:
- Evidence Based Dietetics Practice
- Berufsethik und Berufsrichtlinien
- Clinical Reasoning
- Intra- und interprofessionelle Zusammenarbeit

Evidence Based Dietetics Practice (vergleiche Evidence-based medicine, evidenzbasierte Medizin) bedeutet, dass die durchgeführten Maßnahmen sich an der besten zur Verfügung stehenden wissenschaftlichen Evidenz orientieren, aber auch die Erfahrung des/der Diätassistenten/-in sowie die Werte und die Umstände des Nutzers berücksichtigen und darüber hinaus auf ethischen Grundprinzipien basieren. Berufsethik und Berufsrichtlinien: Die Berufsethik inkludiert die Berufsrichtlinien und den Berufskodex. Die Berufsrichtlinien bilden die Basis des Handelns in der Diätetik und sind als Grundsätze des beruflichen Selbstverständnisses zu verstehen. Der Berufskodex (Internationaler Kodex der Berufsethik und Kodex der guten Praxis) formuliert hingegen ethische Grundprinzipien.
Clinical Reasoning heißt, dass die klinische Argumentation, Schlussfolgerung, Beweisführung und die damit verbundenen Denk- und Entscheidungsprozesse das Handeln in der Diätetik leiten und beeinflussen. Clinical Reasoning umfasst verschiedene Fähigkeiten (Skills), worunter auch kritisches Denken subsumiert wird. Unter kritischem Denken wird hier „der geregelte und intellektuelle Prozess des aktiven und gekonnten Konzeptualisierens, Anwendens, Analysierens, Synthetisierens und/oder des Evaluierens von Informationen, die durch Beobachtung, Erfahrungen, Reflexion, klinische Beurteilung (Reasoning) oder Kommunikation gesammelt wurden und das berufliche Handeln sowie Überzeugungen leiten“, verstanden.
Intra- und interprofessionelle Zusammenarbeit bedeutet, dass die Zusammenarbeit innerhalb der Berufsgruppe und mit anderen Berufsgruppen, wie z. B. Ärzten, Pflegepersonal und/oder weiteren Gesundheitsberufen sowie Ökotrophologen und Ernährungswissenschaftlern, Voraussetzung für die optimale Versorgung der Nutzer ist.
Der äußere Ring stellt die Umgebungsfaktoren mit Einfluss auf die ernährungsbezogenen Maßnahmen dar: Ökonomie, Setting, Sozialsystem und Gesundheitssystem.
Zwischen dem Zentrum und den Ringen sind die Prozessschritte des G-NCP im Uhrzeigersinn verlaufend aufgeführt.

## Die Prozessschritte des G-NCP
Der G-NCP besteht aus den fünf aufeinander folgenden Prozessschritten
- Ernährungsassessment
- Ernährungsdiagnose (PESR-Statement)
- Planung der Ernährungsintervention
- Durchführung der Ernährungsintervention
- Monitoring und Evaluation

Der Prozess startet durch eine Überweisung (z. B. ärztliche Notwendigkeitsbescheinigung oder psychologisches Gutachten) oder den eigenen Wunsch des Nutzers. Ebenso führt ein durch Pflegekräfte durchgeführtes positives Screening, z. B. auf Mangelernährung, zum Start des G-NCP.

### Ernährungsassessment
Definition: „Beim Ernährungsassessment handelt es sich um einen fortlaufenden, nicht-linearen, dynamischen Prozess, welcher ein initiales Assessment, aber auch ein kontinuierliches Re-Assessment beinhaltet. Es bildet ebenso die Grundlage für die kontinuierliche Statusanalyse des Nutzers in Bezug auf spezifisch festgelegte Kriterien.“ Ziel ist es, den Nutzer ganzheitlich und nicht nur in Bezug auf seine Nahrungsaufnahme zu erfassen.
Im Gegensatz zur Ernährungsanamnese wird das Ernährungsassessment weiter gefasst. Das Ernährungsassessment ist ein spiralförmiger, nicht linearer Prozess, in dem mehrere Arbeitsschritte in stetiger Wechselbeziehung ablaufen. In der Datenüberprüfung werden die gesammelten Daten des Nutzers hinsichtlich ihres Einflussvermögens auf den Ernährungs- und Gesundheitsstatus überprüft. Beim Clustern werden die gewonnenen Daten sortiert und systematisiert. Orientierung bietet das bio-psycho-soziale Modell der [WHO International Classification of Functioning, Disability and Health (ICF)], das Kategorien liefert, durch die alle Aspekte, zum einen die biophysische Gesamtsituation, zum anderen aber auch die Lebenswelt des Nutzers, Berücksichtigung finden. Der Abgleich der Daten des Nutzers mit Norm- bzw. Sollwerten führt zum Identifizieren des Ernährungsproblems. Dabei finden die Prinzipien der Evidenced Based Dietetic Practice Anwendung, für den Vergleich wird unter Berücksichtigung des Bezugsrahmens jeweils die am besten verfügbare wissenschaftliche Evidenz herangezogen. Während des Assessments [siehe auch Pflegeassessment] wird je nach Situation eine Vielzahl von Assessementinstrumenten eingesetzt. Dazu zählen u. a. diverse Screeningtools, Ernährungsprotokolle (siehe auch Verzehrsprotokollmethode), anthropometrische Messungen, Messungen der Körperzusammensetzung und ggf. der Handkraft sowie Messungen des Ruheenergiebedarfs.
Nur durch das Zusammenspiel der Daten kann das Ernährungsproblem allseitig erfasst und daraus folgend die richtige Ernährungsdiagnose gestellt werden.

### Ernährungsdiagnose
| Medizinische Diagnose | Ernährungsdiagnose |
| fällt in die juristische Zuständigkeit des Arztes; daraus resultieren Entscheidungen für die medizinische Diagnose und Therapie. | fällt in die juristische Zuständigkeit des Diätassistenten (§3 DiätAssG 1994); daraus ergibt sich die Verantwortung für die Auswahl der Ziele und Maßnahmen der Ernährungsintervention. |
| bezeichnet eine Krankheit oder Organstörung                                                                                      | beschreibt ein Ernährungsproblem, das durch Diätassistenten eigenverantwortlich gelöst werden kann,                                                                                     |
| hat meisten keinen Bezug zur Familie oder zum Lebensalltag des Patienten,                                                        | berücksichtigt Familie/Gemeinschaft und Lebensalltag (Aktivität, Teilhabe. Person- und umweltbezogene Faktoren),                                                                        |
| bleibt gleich, bis die Krankheit oder Organstörung geheilt ist.                                                                  | kann sich fortlaufend ändern. |

Quelle: Gegenüberstellung Medizinische- und Ernährungsdiagnose in Anlehnung an EVESLAGE 2006:7 und VDD 2015:44
Das PESR-Statement
Mittels PESR-Statement wird die Ernährungsdiagnose in einer standardisierten Form zusammengefasst. Für jedes identifizierte Ernährungsproblem wird ein PESR-Statement formuliert.
Es besteht aus vier Komponenten:
P= steht für Problem und bildet die Kernaussage der Ernährungsdiagnose. Das Problem beschreibt dabei nicht die Erkrankung, sondern die sich daraus ergebenden Ernährungskonsequenzen oder die Ernährungsrisiken, die zu einer Erkrankung führen könnten.
E= steht für Etiology (Ätiologie/Ursache) und beschreibt die Ursachen, die der Auslöser für das Ernährungsproblem sind.
S= steht für Symptome und beschreibt die Zeichen, die das Ernährungsproblem belegen. Dabei wird zwischen objektiven (messbar durch Parameter) und subjektiven (vom Patienten beschrieben) Symptomen unterschieden, die für das Ernährungsproblem spezifisch sind.
R= steht für Ressourcen, Eigenschaften oder Kräfte, die dem Nutzer (z. B. durch sein Umfeld wie Familie, Freunde, weitere Akteure des Gesundheitssystems) zur Verfügung stehen, um das Ernährungsproblem zu meistern.
Beispiel 1 für ein PESR-Statement in der Ernährungsberatung zur Medizinischen Diagnose Laktasemangel (ICD E73.1):
P (Problem) = zu niedrige Kalziumaufnahme
E (Etiology) = Angst vor Unverträglichkeit beim Verzehr von Milchprodukten
S (Symptome) = Kalziumdefizit von ca. 500 mg/d
R (Ressourcen) = Hohe Motivation und Wissbegier, Nutzer kocht gerne
Beispiel 2 für ein PESR-Statement in der klinischen Ernährung zur Medizinischen Diagnose Bronchialkarzinom (ICD C34.8):
P (Problem) = unzureichende Protein- und Energieaufnahme
E (Etiology) = behandlungsbedingt, Auswirkungen der Chemotherapie auf die Nahrungsaufnahme
S (Symptome) = kaum orale Nahrungsaufnahme möglich, 3 × täglich auftretende Brechepisoden, Gewichtsverlust von 3 kg in 2 Wochen, Abnahme des Phasenwinkels laut BIA-Messung von 6,2 auf 5,8° innerhalb von 2 Wochen
R (Ressourcen) = Unterstützung bei der Nahrungsbereitstellung durch Familienangehörige, begleitende Unterstützung durch Pflegende bzw. den mobilen Pflegedienst

### Planung der Ernährungsintervention
Definition: „Eine Ernährungsintervention umfasst eine Reihe von Aktivitäten und dazugehöriger Materialien, welche eingesetzt werden, um das Ernährungsproblem zu lösen. Sie wird mit der Absicht angewendet, ernährungsbezogene Verhaltensweisen, Risikofaktoren, Bedingungen/Faktoren der Umwelt/des Umfeldes, Gesundheits- oder Ernährungszustand von Einzelpersonen, Gruppen oder einer Gemeinschaft zu verändern.“
Auf Grundlage dessen sind die Ergebnisse aus Ernährungsassessment und Ernährungsdiagnose für den Prozessschritt der Planung unerlässlich. Die Ernährungsintervention zielt primär auf eine Beseitigung der Ursache des Ernährungsproblems ab und greift die erkannten Ressourcen des Nutzers auf. Kann die Ursache des Ernährungsproblems nicht beseitigt werden, wird eine Symptomverbesserung angestrebt.
Beim Vorliegen mehrerer Ernährungsprobleme ist eine Priorisierung erforderlich, um über die Wichtigkeit und Dringlichkeit der Bearbeitung der Ernährungsprobleme abzuwägen. Hierbei werden Kriterien, wie die Schwere des Ernährungsproblems, die Sicherheit, die Wahrscheinlichkeit, das Ernährungsproblem durch die Intervention zu lösen sowie – wann immer möglich – die Bedürfnisse, Erwartungen, Vorstellungen und Ressourcen des Nutzers berücksichtigt.
Zur Planung zählen folgende Komponenten:
- Ziele definieren
- Geeignete Interventionsform(en) auswählen
- Häufigkeit und Dauer der Kontakte bestimmen
- Monitoringparamenter und Zeitpunkt der Überprüfung festlegen

Folgende Interventionsformen können unterschieden werden:
- Sicherstellung der Ernährung (oral, enteral, parenteral)
- Ernährungsmanagement[20]
- Ernährungskommunikation: Ernährungsinformation, Ernährungsaufklärung, Ernährungsschulung (Anleitung/Edukation), Ernährungsberatung

### Durchführung der Ernährungsintervention
Definition: „Bei der Durchführung der Ernährungsintervention wird von Diätassistenten ein Komplex von Aktivitäten durchgeführt, um das Ernährungsproblem des Nutzers zu lösen. Erste Grundlage hierfür ist der in dem vorangegangenen Prozessschritt (Planung der Ernährungsintervention) schriftlich fixierte Aktionsplan.“
Sind andere Akteure in der Durchführung involviert, muss eine Koordination und Aufsicht durch die Diätassistenz stattfinden.

### Monitoring und Evaluation
Definition Monitoring:
Unter Monitoring versteht man die zuvor geplante Betrachtung und Messung ausgewählter Parameter, die Aussagen über die Veränderungen im Status des Nutzers zu verschiedenen Zeitpunkten im Ablauf des G-NCP ermöglichen.
Definition Evaluation:
Evaluation ist die systematische Überprüfung der Fortschritte des Nutzers in Bezug auf die Ernährungsdiagnose, die Interventionsziele und das antizipierte Resultat sowie die Wirksamkeit der von den Diätassistenten durchgeführten Maßnahmen zum Prozessende.
Das Monitoring und die Evaluation im G-NCP dienen nicht nur der Ermittlung der Fortschritte des Nutzers in Bezug auf die Lösung seines Ernährungsproblems, sondern auch zur systematischen Überprüfung der Interventionsziele sowie der Beurteilung des professionellen Handelns von Diätassistenten. Folgende Fragen sind hierbei von essentieller Bedeutung:
- - Wurde das Ernährungsproblem des Nutzers gelöst?
  - Wurden die Interventionsziele des Nutzers erreicht?
  - Wurden beim Nutzer Verbesserungen der Symptome festgestellt?
  - Falls Ziele und Verbesserungen nicht (vollständig) erreicht wurden, warum nicht?

Bestandteile des Monitorings und der Evaluation
Das Monitoring und die Evaluation umfassen die Beurteilung aller Maßnahmen, die mit dem Nutzer vereinbart und von diesem umgesetzt wurden. Um ein professionelles Handeln beim Monitoring und bei der Evaluation zu gewährleisten, sollten folgende Punkte darin vorkommen:
- - Überprüfung, ob der Nutzer die Ziele der Intervention verstanden hat.
  - Adhärenz (Therapietreue) bei der Ernährungsintervention.
  - Transfer und Persistenz.
  - Überprüfung, ob die Ernährungsintervention so implementiert wurde, wie sie geplant wurde.
  - Erheben von Monitoringparametern bzw. Evaluationsindikatoren, die belegen, dass die Ernährungsintervention erfolgreich war bzw. die belegen, ob sich das Verhalten/der Ernährungsstaus des Nutzers geändert oder nicht geändert hat.
  - Sammeln von Gründen, die einen fehlenden/nur langsamen Progress erklären.
  - Begründung der Ergebnisse anhand von Daten.

Speziell die Überprüfung des Transfers muss in diesem Prozessschritt hervorgehoben werden und stellt eine besondere Anforderung dar. Damit ist gemeint, ob der Nutzer das Gelernte aus der Ernährungsintervention in seinem Alltag integrieren und umsetzen kann.
Outcome Management System
Aufgabe des Outcome Management System ist es, die Effektivität und Effizienz des ganzen Prozesses extern zu evaluieren. Das Outcome Management System beurteilt somit die Effektivität und Effizienz der Tätigkeit von Diätassistenten.
Dokumentation
Alle Prozessschritte müssen dokumentiert werden. Dabei sind die Aspekte des Patientenrechtegesetzes zu berücksichtigen.